# Keltie Colleen
Keltie Colleen est une danseuse, chorégraphe et mannequin canadienne. Elle est née le 28 janvier 1982 à Sherwood Park, Alberta.

## Biographie
Keltie Colleen a commencé à danser à 3 ans. Dès ses 6 ans, elle s'est fixé le but d'intégrer la troupe des Radio City Rockettes, qu'elle a atteint en 2004. Elle tourne avec ce groupe tous les hivers depuis, excepté en 2006 où elle en a été empêchée par une blessure. Sa saison de 2008 a été perturbée, également à cause d'une blessure. Elle fait aussi partie de la compagnie de danse privée Sugar & Spice. Elle cite sa mère comme son plus grand modèle. Cette sportive a un entraînement de ballerine (agréée de la Royal Academy of Dance), de danseuse de salon, et elle est spécialiste des acrobaties Ariel Web.
Elle apparaît dans le film Il était une fois (Walt Disney Pictures), ainsi que dans des vidéos ou sur scène aux côtés de Kanye West, Gym Class Heroes, Fergie, Panic at the Disco, Sean Paul, Enrique Iglesias, Kelly Pickler, Luis Miguel, Jade Jagger, John Legend, Cubus et Collective Soul, et a été assistante chorégraphe pour la vidéo An End Has a Start du groupe Editors. Elle a travaillé également pour Saturday Night Live, CMT Top 20 Countdown, Comedy Central, les MTV Video Music Awards, Nike, Reebok, Love Monkey, 30 Rock, Sunglass Hut, Conviction, SOBE, Amena Cellular, Foxwoods Casino, MGM Grand, Calvin Klein, Yves Saint Laurent, Buffalo Jeans, les cosmétiques Dex, Ben Stiller, Steve Madden Footwear, Grease!, Kangaroos, Pria Bar, NBA All-Star European Tour, 42nd Street, Smokey Joe's Café, Guys & Dolls, Fosse, et a fait partie des Knicks City Dancers et des New Jersey Nets.
Elle a enseigné au Broadway Dance Center de New York. Durant l'été 2008, elle a donné des cours de danse à de jeunes danseuses, au Canada, au studio Dance Unlimited d'Edmonton.
En 2009 elle travaillera aux côtés de Jerry Mitchell pour sa comédie musicale PeepShow, à Las Vegas, avec en vedette l'ancienne Spice Girl Mel B et Kelly Monaco.
Elle est aussi mannequin et a posé pour des photographes comme Amy Dunn, Dan Peterson et Shiran Nicholson.